# Andrej Schnittke
Andrej Alfredowitsch Schnittke (* 23. Februar 1965 in Moskau; † 23. Mai 2020 in Hamburg) war ein russisch-deutscher Komponist, Rockmusiker, Fotograf und Fotodesigner.

## Leben und Wirken

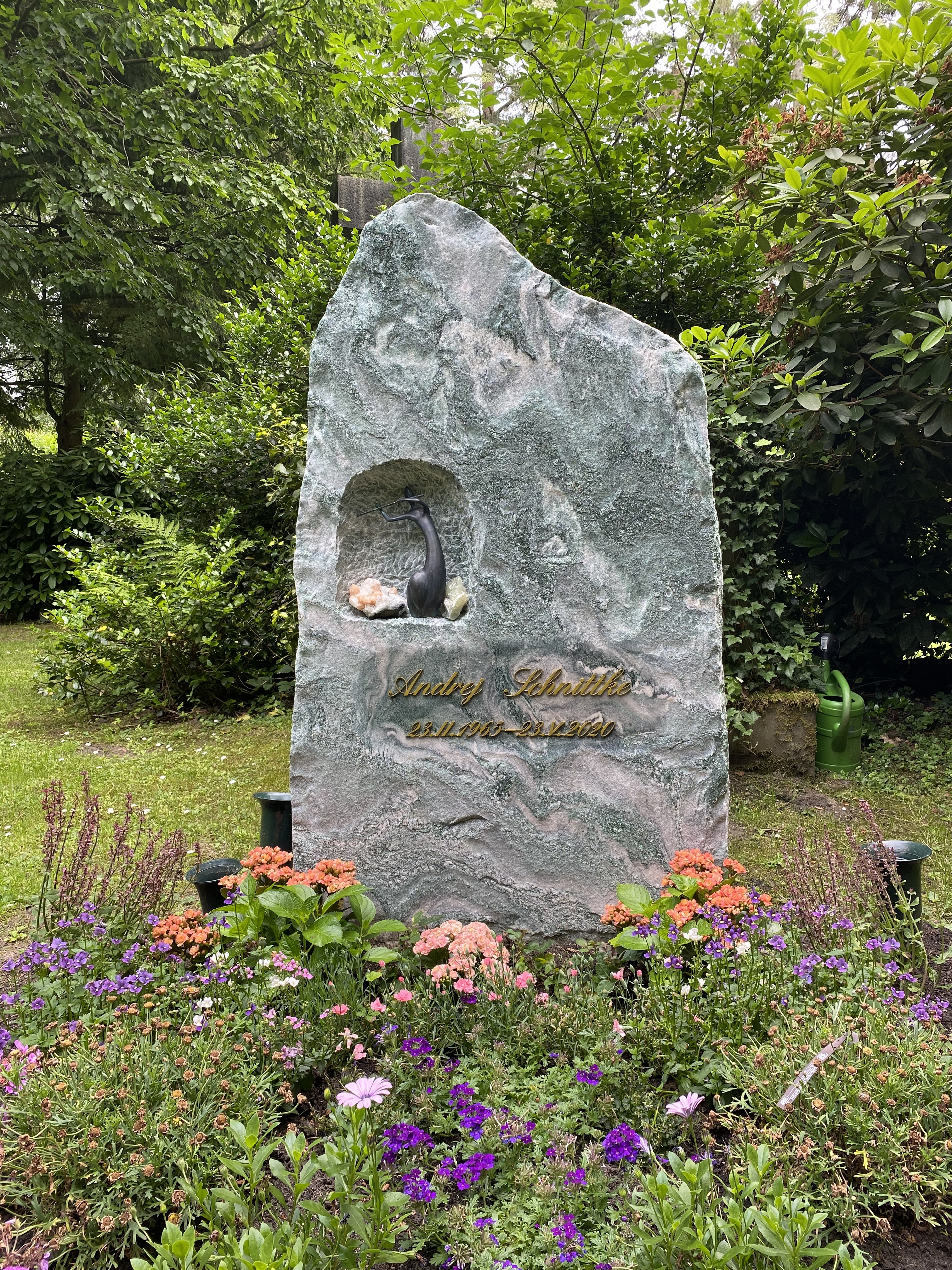
Grabstätte auf dem Friedhof Ohlsdorf

Der Sohn des russisch-deutschen Komponisten und Pianisten Alfred Schnittke (1934–1998) und der russischen Pianistin Irina Schnittke war ursprünglich Rockmusiker, bevor er sich der Fotografie zuwandte. Als Komponist war er insbesondere auf dem Gebiet der elektronischen Musik tätig, wobei er auch für Werke seines Vaters elektronische Musikteile schuf, u. a. für dessen Filmmusiken Der Meister und Margarita (Musik zum Spielfilm von Juri Kara nach dem Roman von Michail Bulgakow, 1993, Spieldauer: 30 Minuten, Suitefassung für Orchester: Spieldauer 13 Minuten; Uraufführung am 30. Januar 1997 in Deutschland) sowie Die letzten Tage von St. Petersburg (Musik zum Stummfilm von Wsewolod Pudowkin (1927), Uraufführung am 8. November 1992 in Deutschland), das musikalische Bühnenwerk Hommage an Schiwago (musikalisches Gleichnis frei nach Motiven des Romans von Boris Pasternak, Uraufführung am 18. Mai 1993 in Deutschland) und Alfred Schnittkes letzte Oper Historia von D. Johann Fausten, uraufgeführt am 22. Juni 1995 in Deutschland.
Schnittke erlag am 23. Mai 2020 in der Wohnung seiner Mutter in Hamburg-Eppendorf einem plötzlichen Herztod. Beigesetzt wurde er zunächst neben seinem Vater auf dem Moskauer Nowodewitschi-Friedhof. Am 28. April 2021 erfolgte die Umbettung auf den Hamburger Friedhof Ohlsdorf. Die Grabstätte befindet sich gegenüber dem Garten der Frauen.